# Qingbaijiang
Qingbaijiang är ett stadsdistrikt i Chengdu i Sichuan-provinsen i sydvästra Kina.